# Carlos Reis
Carlos António Rodrigues dos Reis – portugalski malarz naturalista, którego dzieła charakteryzuje oryginalne użycie światła.

## Wybrane dzieła
- Milheiral, 1889
- Depois da Trovoada, 1891
- As Engomadeiras, 1915
- Asas, 1932
- Aspecto de Jardim com Tocador de Viola

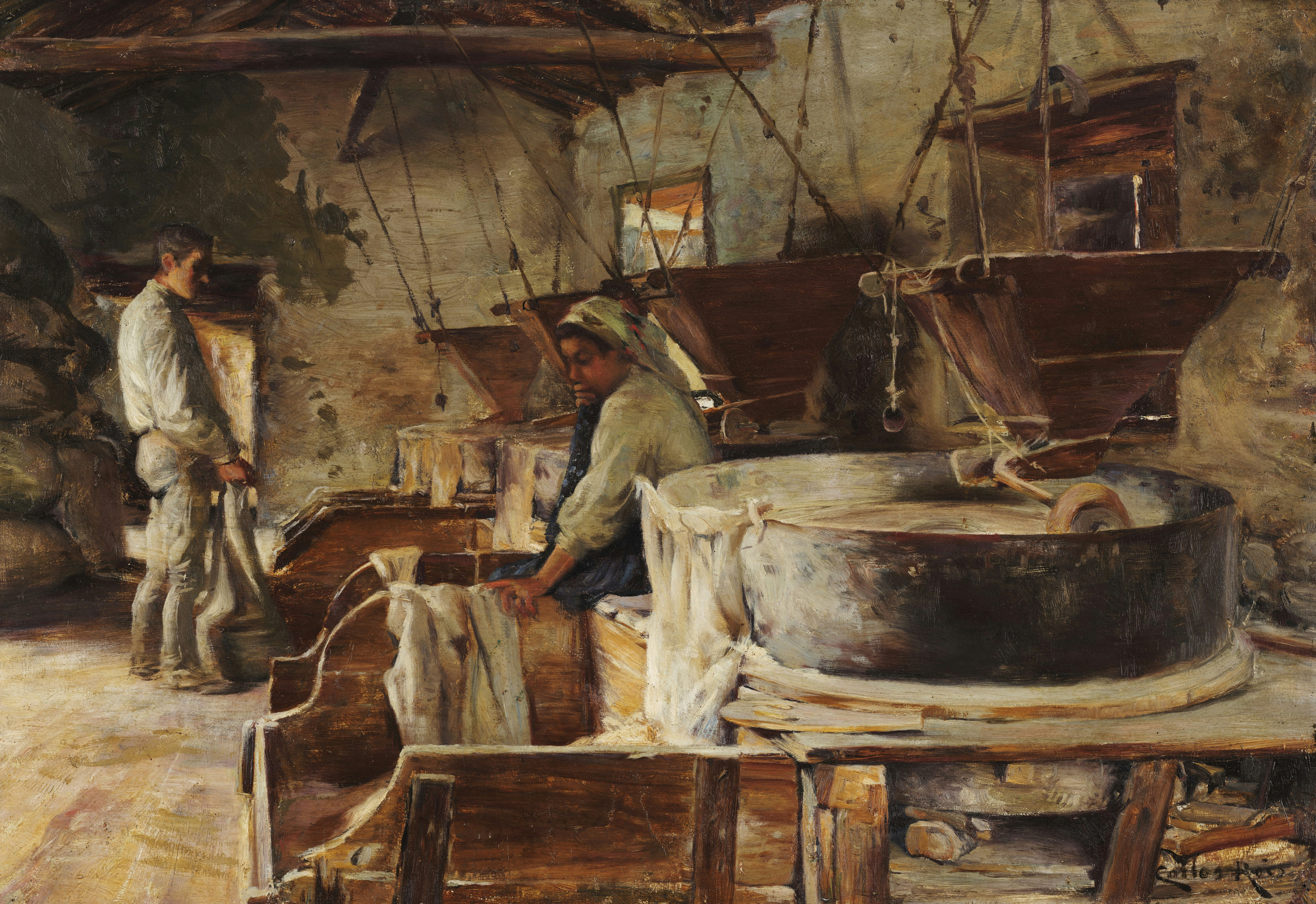
Os amores do moleiro
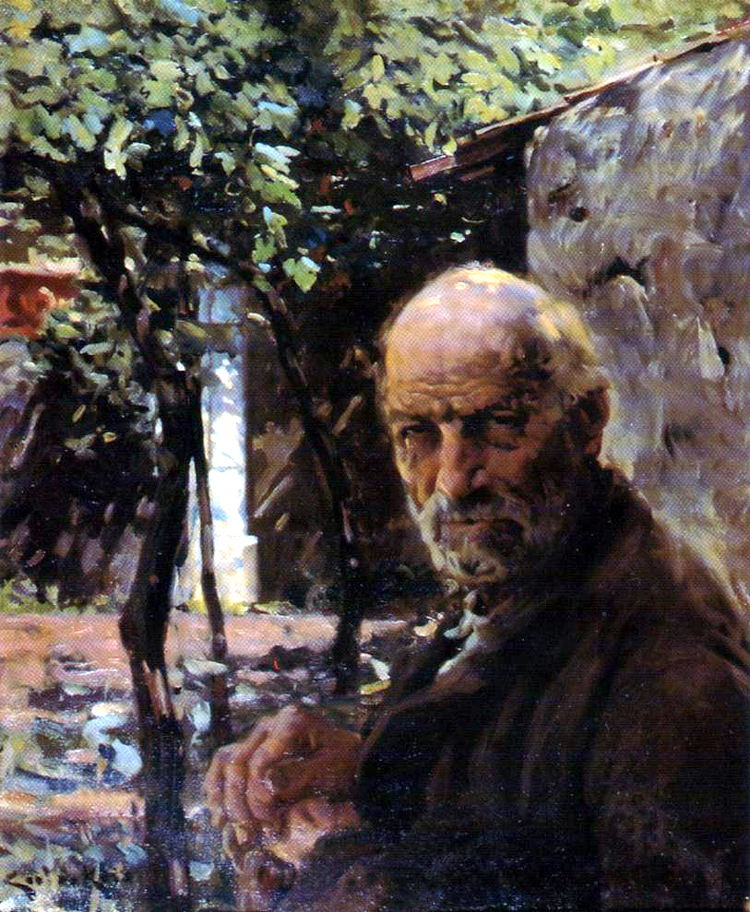
Portret starca